# San Giuseppe Calasanzio

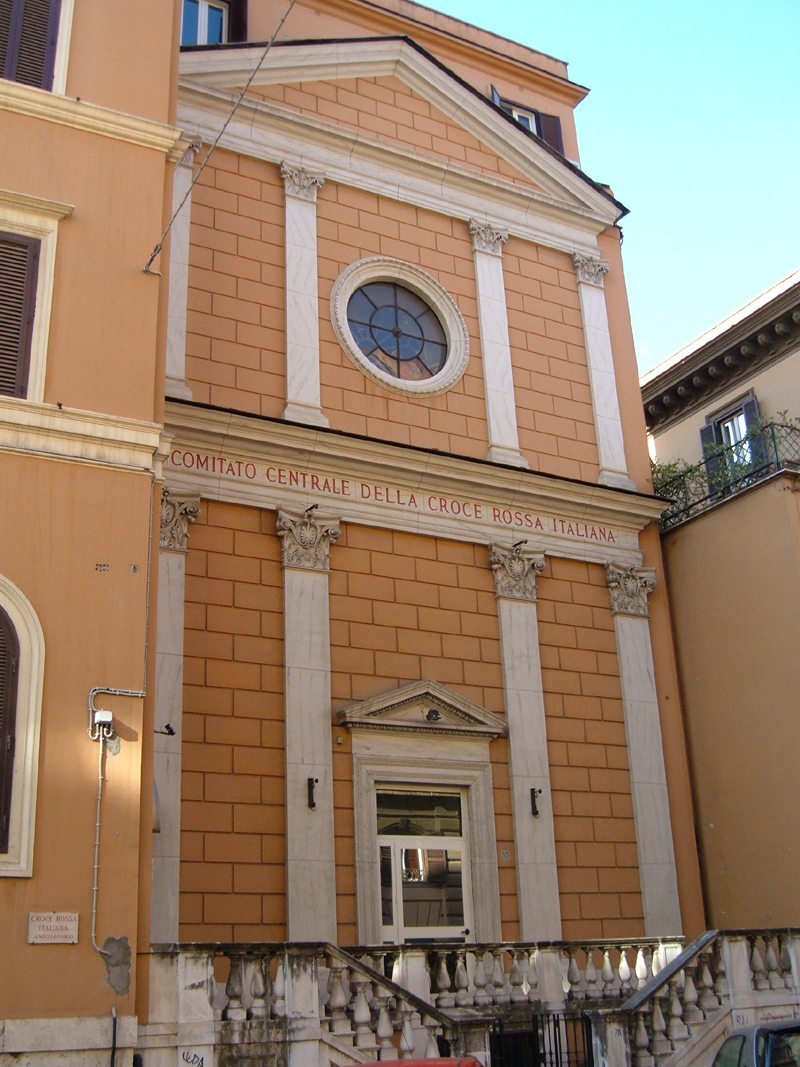
San Giuseppe Calasanzio

San Giuseppe Calasanzio je bývalý římský kostel v rione Ludovisi, na via Sicilia.
Pozemek, na které budova stojí, zakoupili od Rudolfa Boncompagniho v roce 1890 tři piaristé s úmyslem postavit svatostánek. Budova je tvořená jednou lodí s valenou klenbou a klasicistním průčelím. V současné době ji využívá italský Červený kříž jako konferenční sál.